# ال‌سی‌ای‌سی کلاس لبد
ال‌سی‌ای‌سی کلاس لبد (به انگلیسی: Lebed-class LCAC) یک کلاس از کشتی است که طول آن ۲۴٫۶ متر (۸۰ فوت ۹ اینچ) می‌باشد.